# Thalassodes digressa
Thalassodes digressa là một loài bướm đêm trong họ Geometridae.